# Reino dos Angolares
O Reino dos Angolares foi um Estado nacional africano, de existência breve, entre 1595 e 1596, a principal experiência de autogoverno da população escrava e mestiça antes da independência de São Tomé e Príncipe.
O reino teve domínio somente sobre a ilha de São Tomé, com sede de governo em São João dos Angolares. Seu único governante foi o rei Amador Vieira.

## História

### Antecedentes
A década de 1590 foi marcada por muita turbulência em São Tomé e Príncipe. Os conflitos iniciaram-se após a chegada do bispo dom Francisco de Vilanova, que havia sido eleito em 17 de fevereiro de 1590, e chegara à ilha em 1592, assumindo interinamente o governo da ilha, por ter falecido o governador Duarte Peixoto.
Quando em 1593 veio de Lisboa o novo governador, Fernando de Meneses, acendeu-se uma luta entre os dois, que chegou ao extremo do bispo excomungar o governador. Entre 1593 e 1595 alastrou-se a Revolta Católica de São Tomé, como resultado do conflito entre a Diocese de São Tomé e Príncipe e o governador colonial. O conflito enfraqueceu o poder militar português e aumentou a polarização política entre a população. Esse panorama tornou favorável a organização dos escravos e mestiços da ilha de São Tomé, que sentiram o ambiente propício para tomada do poder.

### A revolta e Reino dos Angolares
A história do reino começou com a Revolta dos Angolares, ocorrida em 9 de julho de 1595, na batalha de Trindade, onde deu-se a tomada da igreja de Trindade durante uma missa, onde todos os brancos foram mortos; na igreja, o líder da revolta, que tinha o nome Amador Vieira, declara-se rei e capitão-general, fundando Reino, com domínio inicial sobre São João dos Angolares e o centro da ilha.
Em 14 de julho de 1595 as tropas angolares empreenderiam a batalha de São Tomé, onde tomaram a cidade de São Tomé por completo, restando unicamente o Forte de São Sebastião, com uma pequena guarnição portuguesa. A guarnição permaneceu sitiada até janeiro de 1596.
Em 4 de janeiro de 1596, após uma traição, as posições militares do reino seriam entregues, e a batalha de São Sebastião definiu o fim da entidade nacional, com os principais comandantes militares sendo presos e enforcados; o próprio Amador foi enforcado e esquartejado em 14 de janeiro, com seus restos mortais sendo espalhados pela ilha.
Durante a batalha final que deu fim ao reino, foram destruídos mais de setenta engenhos de açúcar, enquanto apenas 25 ficaram intactos. A produção do açúcar em São Tomé e Príncipe nunca mais chegaria ao seu nível de antes da revolta. A revolta acelerou o declínio da indústria açucareira do arquipélago que tinha começado por volta de 1580.

### Influências
A revolta, a pena capital ao líderes do Reino dos Angolares e a perseguição aos apoiadores deixou a ilha em um clima instável. Este panorama tornou propício que uma esquadra neerlandesa ocupasse o arquipélago (além de São Tomé e do Príncipe, o arquipélago ainda agrupava as ilhas de Bioco e Ano-Bom) em agosto de 1598, sendo derrotados e expulsos somente em outubro do mesmo ano, após contra-ataque liderado por João Barbosa da Cunha, que tornou-se governador interino da ilha de São Tomé. No ano seguinte, os neerlandeses, liderados por Laurens Bicker, novamente cercaram a baía de Ana Chaves, contudo sem conseguir tomar a ilha de São Tomé por completo, sendo expulsos rapidamente.
A história de um reino independente de mestiços e escravos libertos marcou o processo de independência santomense, com a história sendo rememorada para dar suporte à luta anticolonial.